# Manastir sv. Nauma
Sveti Naum je manastir u Makedoniji, na jugoistočnoj obali Ohridskog jezera.
Manastir je pred kraj svojeg života 895. osnovao sv. Naum, suradnik Sv.Klementa Ohridskog. Samostanska crkva izvorno posvećena sv. arhanđelima Mihaelu i Gabrijelu, podignuta je 900. g. U manastiru je proveo posljednje godine svog života sv. Naum te je ondje i pokopan 910. godine.
Manastir i crkva, doživjeli su tokom vremena, brojne preinake, današnji izgled crkve potječe iz XVI st., s brojnim preinakama iz kasnijih stoljeća i restauracijama iz XX st.,  Manastir više nije u vjerskoj funkciji, već je pretvoren u muzejsko turistički objekt, samo se samostanska crkva koristi kao vjerski objekt.
Udaljen je 29 kilometara južnije od Ohrida, neposredno uz albansku granicu, na visokoj stijeni iznad jezera. Zbog atraktivnog izgleda, popularna je izletnička destinacija, tako da je uz njega podignut hotel i ugostiteljski objekti. U neposrednoj blizini nalaze se izvori Crnog Drima (najveći i najatraktivniji dotok vode u Ohridsko jezero). Oni se sastoje od 30 podvodnih i 15 površinskih izvora ( ukupni kapacitet ovih vodotokova je 7,5 m.2 vode u sekundi. Ovi izvori tvore malo jezero površine oko 30 hektara(najveće dubine 3,5 m.), na njemu su dva manja otoka.

## Vanjske poveznice
- O manastiru Sveti Naum na stranicama Open Society Institute  Arhivirana inačica izvorne stranice od 9. siječnja 2009. (Wayback Machine) (engleski)
- Panoramske slike manastira Sv.Naum
- Portal obližnjeg hotelskog kompleksa  Arhivirana inačica izvorne stranice od 13. veljače 2010. (Wayback Machine) (makedonski)